# 카보테그라비르
카보테그라비르(Cabotegravir, 상품명 보카브리아)는 성인 에이즈 치료에 사용되는 약물이다. 이것은 카베누바라는 상품명으로, 주사제로써 릴피비린과 병용투여가 가능할뿐만 아니라, 근육 주사제 및 정제로도 사용할 수 있다. 한 달에 한 번 또는 두 달에 한 번 투여할 수 있다.
Carbamoyl pyridone 구조인 유사한 돌루테그라비어(dolutegravir)와 작용기전이 유사한 인테그레이즈 억제제이다.

## 의학적 사용
성인의 경우 인간 면역 결핍 바이러스 제1형(HIV-1)을 치료하기 위해 릴피비린과 함께 카보테그라비르를 사용할 수 있다. 병용투여는 현재 항레트로바이러스 치료제로 혈액 내 HIV 수치(바이러스 부하 50cop/mL 미만)를 검출할 수 없는 성인의 유지관리를 위한 것으로, 바이러스가 비뉴클레오사이드 역전사효소 억제제(non-nucleoside reverse transcriptase inhibitors, NNRTI)와 통합효소 전달 억제제(integrase strand transfer inhibitors, INSTIs) 등에 대한 내성이 발생하지 않았을 경우에 사용한다. 정제는 주사요법이 시작되기 전에 치료를 견딜 수 있는지 확인하기 위해 사용된다.
이 두 약(카보테그라비르/릴피비린)은 장기 작용 주사제 형태로 나오는 최초의 항레트로바이러스제이며 매일 복용해야하는 정제 대신 매달 또는 두 달에 한 번 근육 주사하는 것만으로 충분하다.

## 사용금지사항 및 상호작용
카보테그라비르는 UGT1A1 효소를 유도하는 리팜피신, 리파펜틴, 카르바마제핀, 옥스카르바제핀, 페니토인, 페노바르비탈과 같이 사용해서는 안 된다. 이 약들은 체내의 카보테그레비르 농도를 현저하게 감소시켜 그 효과를 감소시킬 수 있다. 또한 그들은 릴피비린 농도를 감소시킬 수 있는 CYP3A4 효소를 유도한다.

## 유해 효과
주사제 릴피비린과의 병용요법의 가장 흔한 부작용은 통증, 붓기 등 주사부위(환자 중 최대 84%)에서의 반응과 두통(최대 12%)과 발열(최대 10% 이내)이다. 정제의 경우, 두통과 뜨거운 느낌이 약간 덜하다. 두 제형에서 흔치 않은 부작용(10% 미만)은 우울증, 불면증, 발진이다.

## 약리학

### 작용 기전
카보테그라비르는 통합효소 전달 억제제(integrase strand transfer inhibitors, INSTIs)이다. 이것은 그것이 HIV 바이러스의 인테그레이즈(Integrase)를 차단하여, 인간 세포의 DNA에 그 게놈이 통합되는 것을 방지한다는 것을 의미한다. 이 과정은 바이러스가 복제되는 단계이기 때문에, 이를 차단함으로써 바이러스가 더 이상 퍼지는 것을 방해한다.

### 약동학

Cabotegravir glucuronide, the main metabolite in human bile and urine

경구 투여시, 카보테그라비르는 3시간 후에 혈장내 수치가 가장 높아진다. 이 약을 음식과 함께 복용하면 혈액 내 농도가 약간 높아지지만 임상적으로는 큰 관련이 없다.
근육 주사시, 카보테그라비르는 천천히 혈류로 흡수되어 약 7일 후에 최고 혈장 수치에 도달한다.
약물의 99% 이상이 혈장 단백질에 결합되어 있다.
이 약은 주로 UGT1A1 효소에 의해 글루쿠론화(glucuronidation)되어 비활성화되며 UGT1A9에 의해서도 약간 비활성화된다. 그러나 체내를 순환하고 있는 카보테그라비르의 90% 이상이 변하지 않는다.
생물학적 반감기는 정제의 경우 41시간, 주사제의 경우 5.6주에서 11.5주이다.
체내 소실은 구강 투여에서만 연구되었다. 대부분의 약은 변하지 않은 초기 형태(47%)로 대변을 통해 제거된다. 담즙에서 얼마나 소실되는지 또는 흡수되지 않았는지는 알 수 없다.
소변을 통해 27% 가량이 배설되며 이는 거의 대부분이 글루쿠론화되어있다.

### 약물유전체학
UGT1A1에 의한 대사가 저해되어 있다면 체내 카보테그라비르 농도가 1.3~1.5배 증가한다. 그러나 임상적으로는 중요하지 않다.

## 화학적 성질
카보테그라비르는 결정성 분말로서 pH 9 이하의 수용액에서는 불용성이며, pH 10 이상에서는 약간 용해된다.
pKa는 enolic acid의 경우 7.7, carboxamide의 경우 1.1(계산값)로 약산성이다. 분자는 2개의 비대칭 탄소 원자를 가지고 있으며 가능한 4개의 구조들 중 하나만이 약물로 사용된다.

### 제형
시판된 주사제는 자유 카보테그라비르 산의 현탁액이므로 반감기가 길다. 정제들은 카보테그라비르 소듐 염을 함유하고 있다.

## 역사
카보테그라비르는 HPTN 083과 HPTN 084 임상시험에서 검사되었다. 2020년 유럽의약품청(EMA)의 약물사용자문위원회(the Committee for Medicinal Products for Human Use, CHMP)는 릴피비린 주사제와 함께 인체면역결핍바이러스(HIV-1) 감염 치료 목적의 의약품 보카브리아(Vocabria)에 대한 마케팅 인가를 권고하는 긍정적인 의견을 채택했다. 또한 유럽의약품청은 릴피비린과 카보테그라비르 주사를 HIV-1 감염자의 치료에 함께 사용할 것을 권고했다.

## 사회 및 문화

### 이름
카보테그라비르(Cabotegravir)는 미국(United States Adopted Name)과 국제(international nonproprietary name)에서 채택한 이름이다.

## Research

### 노출 전 예방요법
2020년, 당시 노출전 예방요법(PrEP)에 널리 사용되던 에트리치타빈/테노포비르(emtricitabine/tenofovir) 조합보다 더 큰 효능을 가진 주사제 카보테그라비르를 사용하는 데 성공했다는 일부 연구 결과가 발표되었다.